# Sons of Seasons
Sons of Seasons — немецкая симфоник-метал-группа, основанная в 2007 году клавишником Kamelot Оливером Палотаи. За время своего существования коллектив выпустил два студийных альбома, Gods of Vermin в 2009 году и Magnisphyricon в 2011. Группа определяет свой жанр как dark symphonic metal (рус. тёмный симфонический метал).

## История

### Gods of Vermin (2007–2010)
Датой основания группы принято считать январь 2007 года. Группа была основана немецким музыкантом Оливером Палотаи, который до этого был участником различных групп, в числе которых Kamelot, Doro, CircleIIC ircle, Blaze и Uli Jon Roth. Вместе с тем он уже имел опыт композитора и продюсера. В январе 2007 года он и барабанщик Даниэль Шильд из-за творческих разногласий покинули группу Blaze, лидером которой являлся Блэйз Бэйли, бывший вокалист Iron Maiden. Оливер на горьком опыте убедился, что команда должна состоять только из профессионалов. Весной барабанщиком нового коллектива стал Даниэль Шильд. А следующим летом к группе присоединился басист Юрген Штеинмец.
Основной задачей в сочинении музыки для Оливера было написать такую музыку, в которой сочетались бы метал, джаз и классическая музыка. Уже в 2007 у группы появилась вокалистка Тийс Ваннесте (Tijs Vanneste), но уже вскоре она была вынуждена покинуть коллектив из-за сложного рабочего графика. Тем не менее, в дебютном альбоме есть пара песен, на которые она повлияла. Вокалист Хеннинг Бассе пришёл в группу в конце 2007 года, после того как Оливер заметил его талант на концерте в Японии. Оливер показал ему уже готовый материал, а Хеннинг стал сразу же вносить кое-какие свои идеи, которые отражали и интересы Оливера: помимо музыки это литература, история, политика, наука и мировое культурное наследие.
25 апреля 2009 года вышел дебютный альбом Sons of Seasons под названием Gods of Vermin. В записи альбома в качестве вокалистов приняли участие участники Epica Симона Симонс и Марк Янсен, а сопродюсером стал лидер Atrocity и Leaves’ Eyes Александр Крулль.
Свои первые концерты группа сыграла в феврале 2009 года в Бельгии, Нидерландах и Германии. В июне 2009 года группа открывала фестиваль Metal Camp, выступая до таких команд как Edguy и Kreator. Октябрь и ноябрь 2009 года группа провела в туре в поддержку Epica.

### Magnisphyricon (с 2010)
В 2010 году группа приступила к написанию песен и музыки для своего второго студийного альбома Magnisphyricon. 22 января 2011 года на Myspace группа выложила название, трек-лист и обложку нового альбома. В песне «Sanctuary» можно услышать меццо-сопрано приглашённой для записи Симоны Симонс. 1 апреля альбом был выпущен на лейбле Napalm Records, после выхода альбома группа отправилась в тур в поддержку Kamelot.

## Состав

### Современный состав
- Henning Basse — вокал (с 2007)
- Оливер Палотаи[англ.] — клавишные, гитара (с 2007)
- Pepe Pierez — гитара (с 2009)
- Jürgen Steinmetz — бас-гитара (с 2007)
- Daniel Schild — ударные (с 2007)

### Бывшие участники
- Tijs Vanneste — вокал (2007)
- Luca Princiotta — гитара (2007—2008)

## Дискография

### Студийные альбомы
- 2009 — Gods of Vermin
- 2011 — Magnisphyricon